# Varnostni list
Varnostni list je dokument, ki vsebuje varnostne podatke o določeni snovi oziroma kemikaliji. Podaja podatke o istovetenju snovi, nevarnih lastnostih, ukrepih ob požaru, nevarnosti za zdravje, skladiščenju in ravnanju s snovjo ... Predstavlja pomembne informacije za osebje, ki prihajajo v stik z dotično snovjo (na primer delavci v obratih, kjer se snov uporablja) in za zdravstveno osebje, ki oskrbi posameznika, če je prišlo do nevarnih zdravstvenih stanj zaradi vpliva te snovi. Varnostni list primarno ni namenjen za splošne uporabnike, ki na primer uporabljajo končne izdelke, ki vsebujeo dotično kemikalijo, temveč za osebje, ki na delovnem mestu prihajajo v stik s snovjo. 
Posamezne države imajo oblikovane svoje zahteve glede vsebine in oblike varnostnega lista.
Zakonodaja Evropske unije zahteva, da so na varnostnem listu ter na nalepki za vsako nevarno snov navedeni R-stavki, S-stavki in nevarnostni simboli.
V Sloveniji mora vsak zavezanec (pravna ali fizična oseba), ki proizvaja nevarno snov (po definiciji v Zakonu o kemikalijah) ali jo vnaša v Slovenijo za poklicno uporabo, na Urad za kemikalije predložiti med drugim tudi varnostni list 

## Oblika varnostnega lista
Oblika varnostnega lista z naslovi poglavij je zakonsko določena. Imena poglavij morajo ostati nespremenjena:
1. Identifikacija snovi ali pripravka in podatki o dobavitelju
- Trgovsko ime in drugi podatki, ki omogočajo istovetenje snovi, uporaba, podatki o dobavitelju, telefon v nujnih primerih ...

2. Sestava s podatki o nevarnih sestavinah
- Navedba popolne sestave in podatkov o nevarnostih, ki jih snov lahko povzroča.

3. Ugotovitve o nevarnih lastnostih
- Kratek in jasen opis glavnih nevarnosti, neugodnih učinkov na zdravje, okolje ...

4. Ukrepi za prvo pomoč
- Medicinsko preverjene informacije o nudenju prve pomoči.

5. Ukrepi ob požaru
- Navedba primernih in neprimernih gasilnih sredstev, ustrezne opreme, posebnih nevarnosti ob požaru (na primer eksplozija) ...

6. Ukrepi ob nezgodnih izpustih
- Osebni varnostni in okoljevarstveni ukrepi, opis čiščenja.

7. Ravnanje z nevarno snovjo/pripravkom in skladiščenje
- Opis tehničnih ukrepov ob ravnanju s snovjo/pripravkom (prezračevanje, priporočeni postopki ...) ter opis razmer za skladiščenje.

8. Nadzor nad izpostavljenostjo/varnost in zdrvje pri delu
- Mejne vrednosti izpostavljenosti, primerna oprema za zaščito telesa pred izpostavljenostjo ...

9. Fizikalne in kemijske lastnosti
- Izgled, vonj, drugi merodajni fizikalno-kemijski podatki (vrelišče, plamenišče, pH-vrednost, vnetljivost, topnost ...).

10. Obstojnost in reaktivnost
- Obstojnost pri različnih pogojih, nevarne reakcije pri določenih pogojih, pogoji, ki se jim je treba izogibati ...

11. Toksikološki podatki
- Jasen in jedrnat opis škodljivih učinkov na zdravje (takojšnji, zapozneli učinki, LD50, simptomi izpostavljenosti ...).

12. Ekotoksikološki podatki
- Možni učinki na okolje, obnašanje snovi/pripravka v okolju, razgradljivost, akumulacija v okolju ...

13. Odstranjevanje
- Opis ustreznih načinov odstranjevanja odpadkov, presežnih količin, ovojnine.

14. Transportni podatki
- Ukrepi za prevažanje v javnem prometu in znotraj podjetja.

15. Zakonsko predpisani podatki/podatki o predpisih
- Navedba podatkov za zdravje ljudi, varnost in okolje, ki so navedeni na nalepki, skladno s pravilniki, zakoni in drugimi predpisi.

16. Druge informacije
- Na primer seznam R- in S-stavkov z besedili, napotilo o mestu, kjer so dosegljive nadaljnje informacije, viri podatkov v varnostnem listu, seznam vseh preteklih sprememb varnostnega lista ...